# Elitloppet 1994
Elitloppet 1994 var den 43:e upplagan av Elitloppet, som gick av stapeln söndagen den 29 maj 1994 på Solvalla i Stockholm. Finalen vanns av den svenska hästen Copiad, körd och tränad av Erik Berglöf.
Loppet målades på förhand upp som en duell mellan hästarna Copiad från Sverige och Pine Chip från USA. I finalheatet utspelade sig en stenhård duell mellan dessa två hästar, och när mållinjen kom så var Copiad först och Pine Chip hade galopperat över upploppet, vilket innebar att denne diskvalificerades.
Fjolårets Elitloppsvinnare Sea Cove skulle startat i loppet, men ströks under oklara omständigheter.

## Upplägg och genomförande
Elitloppet är ett inbjudningslopp och varje år bjuds 16 hästar som utmärkt sig in till Elitloppet. Hästarna lottas in i två kvalheat, och de fyra bästa i varje försök går vidare till finalen som sker 2–3 timmar senare samma dag. Desto bättre placering i kvalheatet, desto tidigare får hästens tränare välja startspår inför finalen. Samtliga tre lopp travas sedan 1965 över sprinterdistansen 1 609 meter (engelska milen) med autostart (bilstart). I Elitloppet 1994 var förstapris i finalen 1 150 000 kronor, och 150 000 kronor i respektive kvalheat.

## Kvalheat 1
| P | S | Häst            | Kusk               | Tränare            | Land      | Odds  | Tid      |
| - | - | --------------- | ------------------ | ------------------ | --------- | ----- | -------- |
| 1 | 4 | Pine Chip       | Chris Boring       | Chuck Sylvester    | USA       | 1,41  | 1.11,8   |
| 2 | 5 | Houston Laukko  | Jorma Kontio       | Pekka Yli-Houhala  | Finland   | 48,10 | 1.12,5   |
| 3 | 6 | Abo Volo        | Paul Viel          | Paul Viel          | Frankrike | 8,20  | 1.12,6ag |
| 4 | 3 | Toss Out        | Heinz Wewering     | Heinz Wewering     | Tyskland  | 20,90 | 1.12,7   |
| 0 | 7 | Armbro Keepsake | Stig H. Johansson  | Stig H. Johansson  | Sverige   | 23,70 | 1.13,3   |
| 0 | 1 | Extrem          | Tommy Hanné        | Tommy P. Jansson   | Sverige   | 31,90 | 1.13,6   |
| 0 | 8 | Ina Scot        | Kjell P. Dahlström | Kjell P. Dahlström | Sverige   | 4,50  | 1.15,8   |
| d | 2 | Daniel Lobell   | Wilhelm Paal       | Helmut Panshow     | Tyskland  | 16,80 | 6ag      |

## Kvalheat 2
| P   | S | Häst           | Kusk                   | Tränare                | Land      | Odds  | Tid    |
| --- | - | -------------- | ---------------------- | ---------------------- | --------- | ----- | ------ |
| 1   | 6 | Copiad         | Erik Berglöf           | Erik Berglöf           | Sverige   | 1,31  | 1.12,3 |
| 2   | 7 | Bolets Igor    | Lennart Forsgren       | Bengt-Åke Angel        | Sverige   | 37,10 | 1,12,6 |
| 3   | 2 | Shan Rags      | Noralf Braekken        | Noralf Braekken        | Norge     | 16,80 | 1.13,5 |
| 4   | 1 | Bahama         | Jean-Pierre Dubois     | Jean-Pierre Dubois     | Frankrike | 16,50 | 1.13,5 |
| 0   | 3 | Giant Force    | Olle Goop              | Per K. Eriksson        | USA       | 10,80 | 1.13,8 |
| 0   | 4 | Earl           | Chris Christoforou J:r | Chris Christoforou J:r | Kanada    | 4,40  | 1.14,0 |
| 0   | 5 | Lemoyne Square | Jim Frick              | Jim Frick              | Sverige   | 42,60 | 1.14,3 |
| str | 8 | Sea Cove       | Joseph Verbeeck        | Harald Grendel         | Frankrike | -     | -      |

## Finalheat
| P | S | Häst           | Kusk               | Tränare            | Land      | Odds   | Tid    |
| - | - | -------------- | ------------------ | ------------------ | --------- | ------ | ------ |
| 1 | 3 | Copiad         | Erik Berglöf       | Erik Berglöf       | Sverige   | 2,38   | 1.11,8 |
| 2 | 6 | Abo Volo       | Paul Viel          | Paul Viel          | Frankrike | 30,80  | 1.12,7 |
| 3 | 5 | Shan Rags      | Noralf Braekken    | Noralf Braekken    | Norge     | 57,30  | 1.12,8 |
| 4 | 7 | Toss Out       | Heinz Wewering     | Heinz Wewering     | Tyskland  | 142,40 | 1.12,8 |
| 5 | 8 | Bahama         | Jean-Pierre Dubois | Jean-Pierre Dubois | Frankrike | 198,90 | 1.13,1 |
| 0 | 2 | Bolets Igor    | Lennart Forsgren   | Bengt-Åke Angel    | Sverige   | 30,10  | 1,13,5 |
| 0 | 1 | Houston Laukko | Jorma Kontio       | Pekka Yli-Houhala  | Finland   | 35,40  | 1.14,4 |
| d | 4 | Pine Chip      | Chris Boring       | Chuck Sylvester    | USA       | 1,40   | dgm2   |